# Ozmuş, Sivas
Ozmuş là một xã thuộc thành phố Sivas, tỉnh Sivas, Thổ Nhĩ Kỳ. Dân số thời điểm năm 2011 là 434 người.